# Watch Dogs: Legion
Watch Dogs: Legion je akční adventura z roku 2020, kterou vyvinul Ubisoft Toronto a vydal Ubisoft. Jedná se o pokračování hry Watch Dogs 2 z roku 2016 a třetí díl série Watch Dogs. 

## Synopse
Příběh hry se odehrává ve fiktivním zobrazení futuristického, dystopického Londýna a sleduje hackerský spolek DedSec, který se snaží očistit své jméno poté, co byl obviněn ze série teroristických bombových útoků. Při pátrání po skutečných vinících se DedSec také snaží osvobodit občany Londýna od kontroly Albionu, despotické soukromé vojenské společnosti, která po bombových útocích změnila město ve sledovací stát.
Ve hře se objevují i postavy z videoherní série Assassin's Creed. Vydáno bylo i DLC Bloodline, ve kterém hráč hraje za Aidena Pierce z původní hry Watch Dogs. 

## Hratelnost
Základní hratelnost je podobná předchozím dílům. Spočívá v kombinaci střílení, řízení, stealthu a hackerských hádanek. Ve hře se objevuje více hratelných postav. To umožňuje najmout prakticky jakoukoli nehráčskou postavu, která se nachází v otevřeném světě hry. Každá hratelná postava má své vlastní unikátní dovednosti a zázemí. Lze o ni trvale přijít, pokud si hráč před zahájením nové hry zapne možnost permadeath. V závislosti na zvolené hratelné postavě existuje více způsobů, jak dokončit mise. V březnu 2021 byl do hry přidán kooperativní režim pro více hráčů, který umožňuje až čtyřem hráčům plnit mise nebo společně prozkoumávat Londýn.

## Vydání
Hra vyšla 29. října 2020 pro PlayStation 4, Windows, Xbox One a Stadia. V listopadu téhož roku vyšla pro Xbox Series X/S a PlayStation 5. Na jejím vývoji spolupracoval i britský rapper Stormzy.
Po vydání hra získala od kritiků smíšené hodnocení. Polarizovali se ohledně aspektu více hratelných postav, přičemž někteří oceňovali její rozmanitost a zahrnutí permadeath pro umožnění emocionální vazby ze strany hráčů, zatímco jiní kritizovali nedostatek osobnosti postav a nevyváženost jejich schopností. Kritika dále směřovala na herní svět, jízdní mechanismy, nekonzistentní obtížnost, opakující se mise, online funkce a technické problémy.